# Gymnothorax pseudoherrei
Gymnothorax pseudoherrei är en fiskart som beskrevs av Böhlke 2000. Gymnothorax pseudoherrei ingår i släktet Gymnothorax och familjen Muraenidae. Inga underarter finns listade i Catalogue of Life.